# 우헤르스키브로트 체코 조병창
우헤르스키브로트 체코 조병창(체코어: Česká zbrojovka Uherský Brod; ČZUB)은 체코의 화기 제조사이다.
1936년 6월 27일 스트라코니체 체코 조병창의 무기 지사로서 체코슬로바키아 제1공화국 모라비아(오늘날의 체코 공화국)의 소도시 우헤르스키브로트에 공장이 건설되었다. 이는 나치 독일의 팽창주의, 특히 히틀러의 라인란트 재무장에 위협을 받은 체코슬로바키아 정부가 군수제조시설을 독일 국경으로부터 멀리 떨어진 곳으로 이전하려 한 것으로써, 최초 결정이 내려진 뒤 16주 만에 공장이 완공되었다.
제2차 세계 대전 이후 냉전 시기 ČZUB는 58년형 돌격소총, 61년형 기관단총 등 동구권 유수의 화기를 생산했으며, 특히 75년형 권총 ČZ 75 시리즈가 성공적인 제품으로 이름높다.
공산당 정권이 무너지면서 1991년 체코의 무기 공장들은 분권화되어 자유시장 기업으로 변모했다. 1992년 ČZUB는 사기업이 되었고 세계 시장에 진출하여 90개 이상의 국가에서 장사를 하고 있다.